# Hippodrom (Konstantinopel)

Lage des Hippodroms im alten Konstantinopel

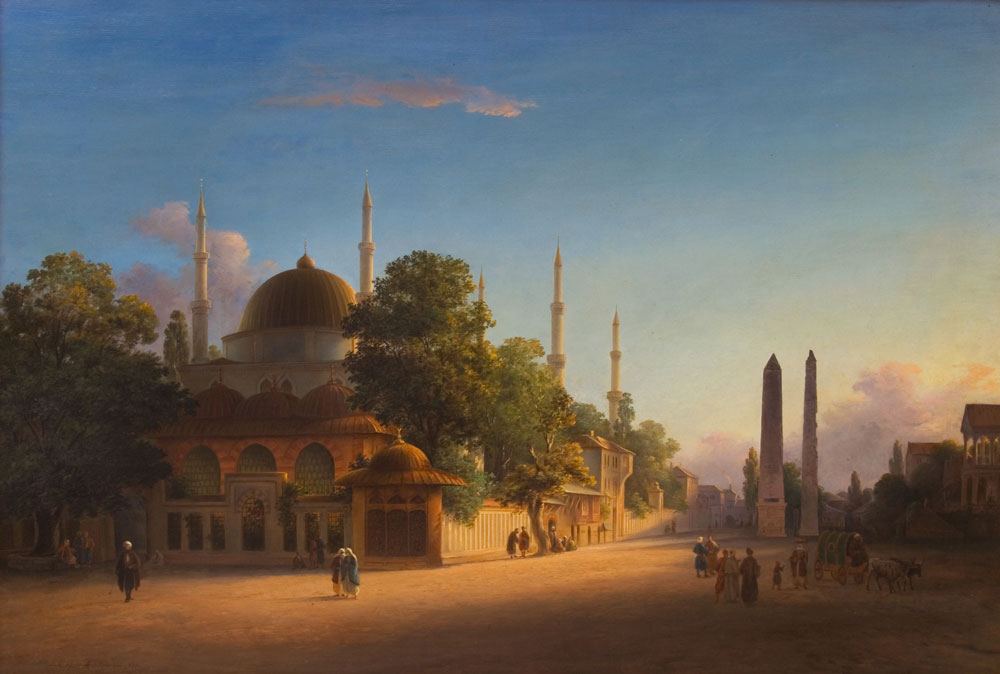
Platz des Hippodroms mit Blick auf die Sultan-Ahmed-Moschee auf einem Gemälde von Johann Martin Bernatz, 19. Jahrhundert

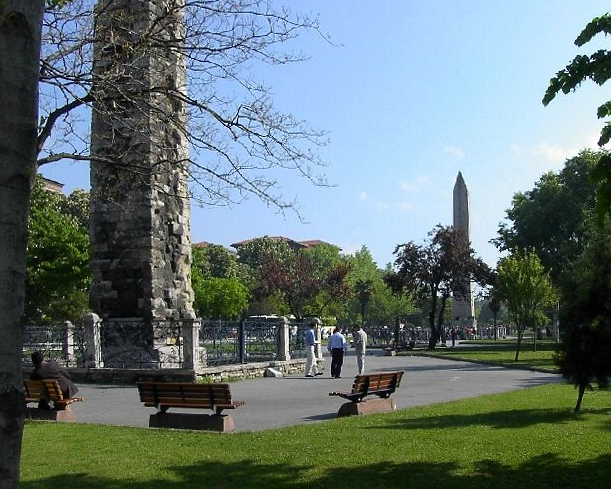
Das Hippodrom heute, mit dem gemauerten Obelisken im Vordergrund

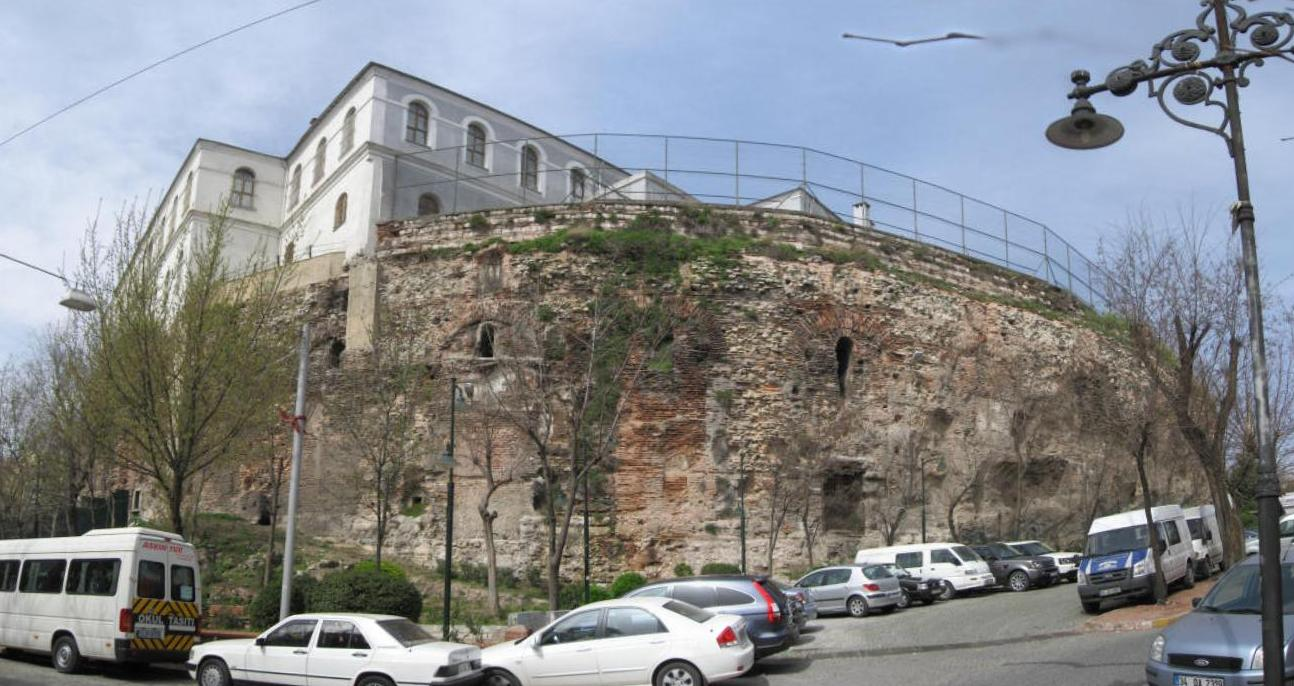
Blick auf die Südtribüne (Sphendone) des Hippodroms im heutigen Zustand

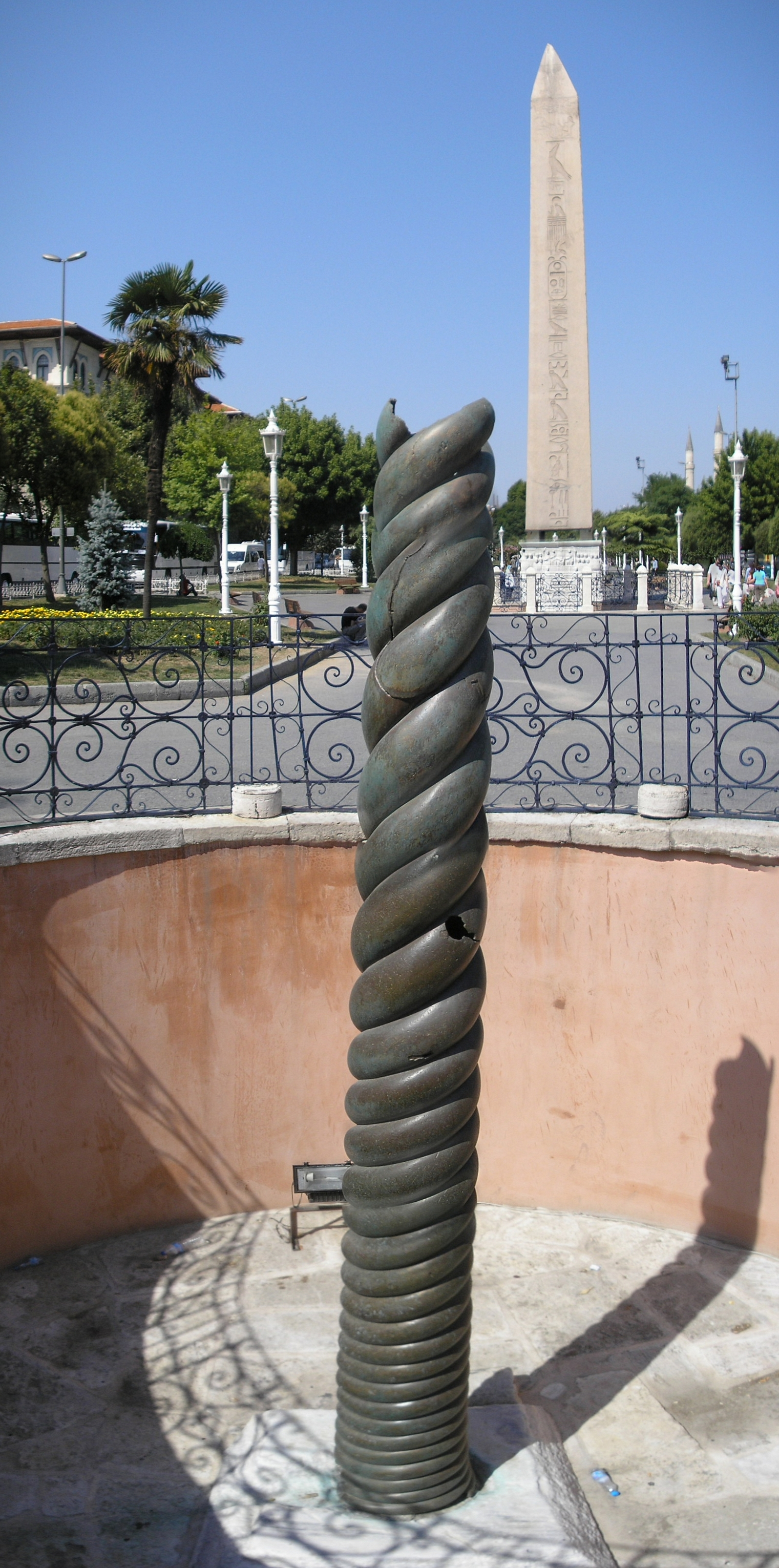
Die Schlangensäule in der Mitte des Hippodroms, im Hintergrund der Obelisk Thutmosis’ III. (Obelisk des Theodosius)

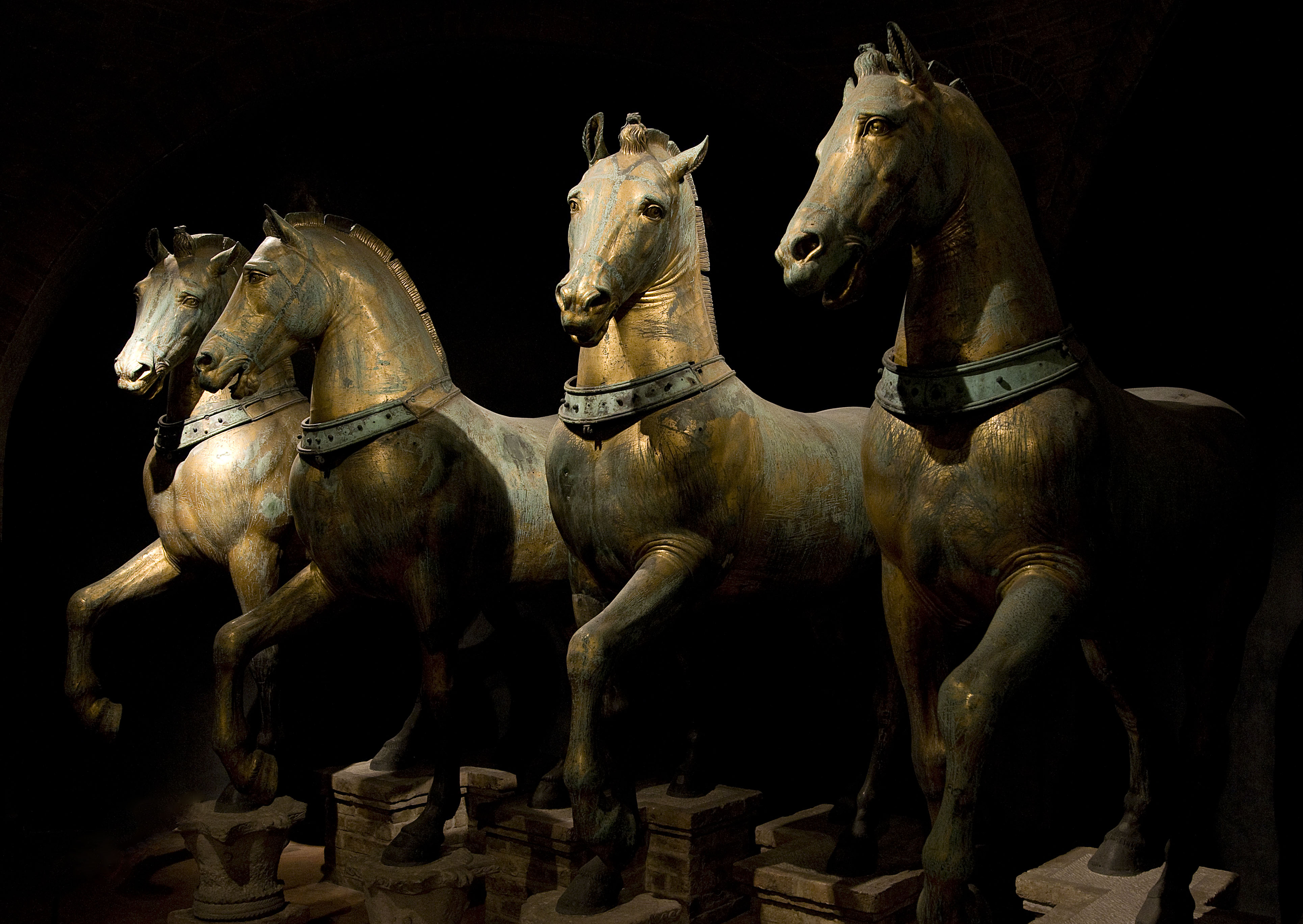
Bronzene Quadriga (seit 1204 in Venedig)

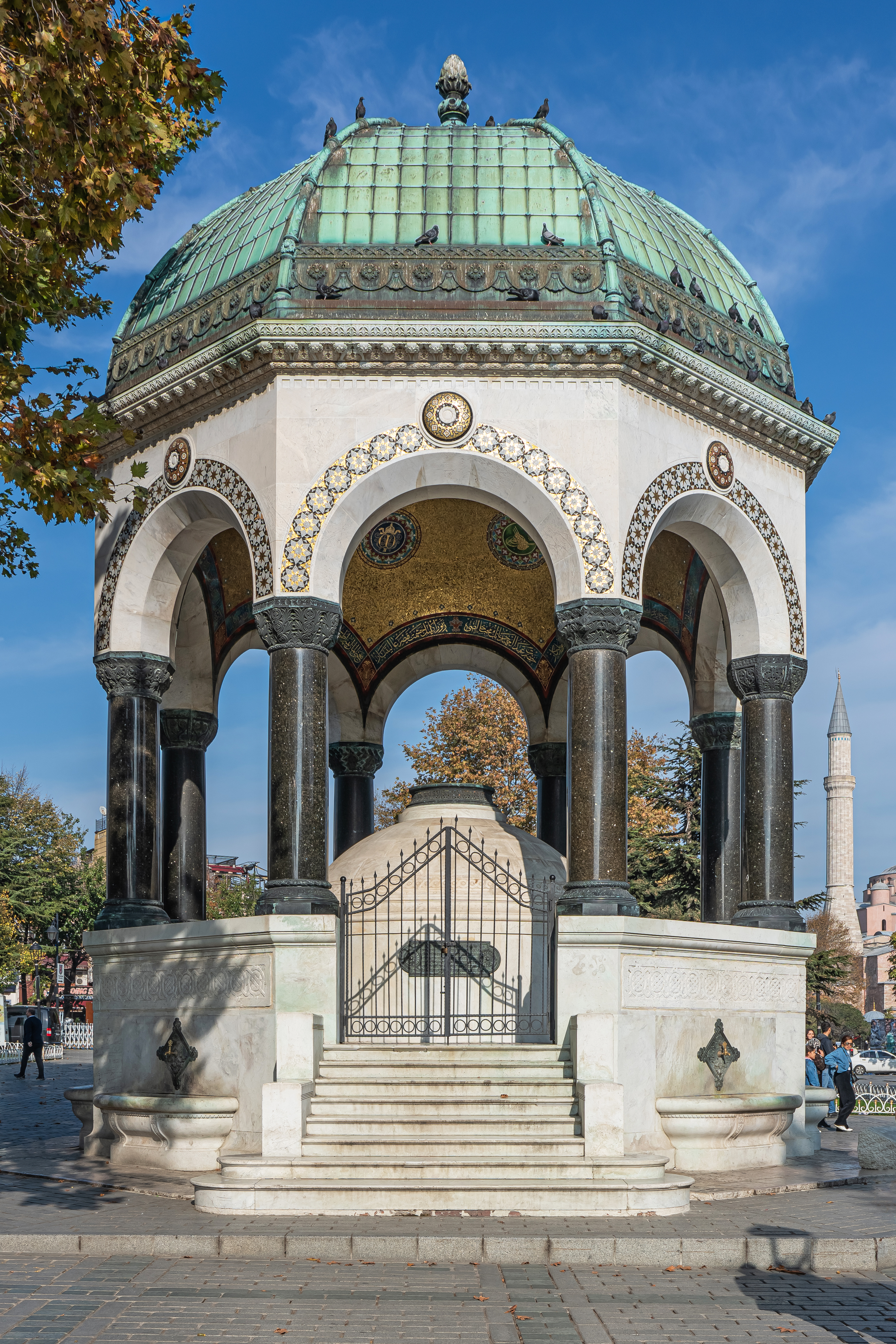
Die Vorderseite des Deutschen Brunnens

Das Hippodrom war die Pferderennbahn im antiken Konstantinopel. Es war das sportliche und soziale Zentrum der Hauptstadt des Byzantinischen Reiches. An derselben Stelle liegt heute in der türkischen Stadt Istanbul der Sultan-Ahmed-Platz (türkisch Sultanahmet Meydanı; osmanisch ات ميداني At Meydanı), auf dem nur noch wenige Elemente der historischen Anlage zu sehen sind.
Das Wort „Hippodrom“ leitet sich von den griechischen Worten ἵππος / hippos („Pferd“) und δρόμος / dromos („Weg, Pfad“) ab. Pferde- und Wagenrennen waren populäre Freizeitvergnügen in der antiken Welt und Hippodrome verbreitete Bauten in griechischen, römischen und oströmischen Städten. Da die Anlage in Konstantinopel eine spina besaß, handelt es sich allerdings nach der Bauform um einen römischen Circus, nicht um ein griechisches Hippodrom.

## Geschichte
Das erste Hippodrom wurde zu einer Zeit gebaut, als die Stadt unter dem Namen Byzantion, lateinisch Byzantium, noch eine mittelmäßig wichtige Stadt in der römischen Provinz Thracia war. Nach der Zerstörung im Verlaufe des Bürgerkrieges gegen seinen Thronrivalen Pescennius Niger im Jahre 195 baute der römische Kaiser Septimius Severus Byzantium wenig später wieder auf, erweiterte den Umfang der Mauern und stattete die Stadt mit einer Arena für Wagenrennen aus, deren Vollendung in das Jahr 203 gesetzt wird.
324 beschloss Kaiser Konstantin I., den Regierungssitz von Rom nach Byzantium zu verlegen, das er in Constantinopolis, „Stadt Konstantins“, umbenannte; die offizielle Einweihung fand am 11. Mai 330 statt. Unter Konstantin erfuhr „seine“ Stadt eine bedeutende Erweiterung ihres Areals und wurde mit einigen neuen Bauten versehen, wozu auch der Neubau der Pferderennbahn gehörte. Konstantins Hippodrom besaß eine Länge von 429 Metern und eine Weite von 119 Metern und bot Platz für etwa 100.000 Zuschauer. Es lag entsprechend dem Vorbild des Circus Maximus in Rom in unmittelbarer Nähe des Kaiserlichen Palasts, damit der Herrscher bequem den Veranstaltungen beiwohnen konnte.
Die Rennbahn hatte die Form eines langgestreckten U; die Tribüne des Kaisers, das Kathisma, auf deren Dach möglicherweise eine bronzene Kaiserstatue in einer Quadriga thronte, befand sich ungefähr in der Mitte der östlichen Seite. Die Quadriga wurde im Jahre 1204 während des vierten Kreuzzugs von den Venezianern als Kriegsbeute entführt und ihre Pferde stehen heute als Kopie auf dem Markusdom in Venedig, während sich die aus Kupfer gefertigten Originale im Museo di S. Marco befinden. Die Rennbahn war mit zahlreichen weiteren Bronzewerken geschmückt, die zum größten Teil auf der Mittellinie, dem Euripos, lateinisch spina, standen: Sie zeigten nicht nur berühmte Pferde und Wagenlenker, sondern auch diverse mythologische Szenen und einen Herakles im Löwenkampf. Nur eines von ihnen ist erhalten, die Schlangensäule, die aus Delphi nach Konstantinopel verbracht worden war (siehe unten).
In der Zeit des Oströmischen Reiches war das Hippodrom das soziale Zentrum der Stadt. Große Geldmengen wurden bei den Pferderennen verwettet und die Stadt war in Lager aufgespalten, welche jeweils die Zirkusparteien der Blauen (venetoi), Grünen (prasinoi), Roten (rousioi) oder Weißen (leukoi) bejubelten; allerdings verloren die beiden letztgenannten Mannschaften mit der Zeit an Bedeutung und gingen in der Anhängerschaft der Blauen und Grünen auf. Der Konkurrenzkampf dieser beiden letztgenannten Parteien und ihrer Unterstützer vermischte sich oft mit politischen und religiösen Rivalitäten, die teilweise zum Aufruhr führten oder sich sogar zu Bürgerkriegen entwickelten. Am ernsthaftesten war der Nika-Aufstand von 532, dem angeblich bis zu 30.000 Menschen zum Opfer fielen: In seinem Verlauf artikulierten die Zuschauer lautstark ihre Gegnerschaft zu Kaiser Justinian I. (527–565) und wählten einen Gegenkaiser, doch konnten loyale Truppen unter dem Feldherrn Belisar den Aufstand schließlich unterdrücken.
Konstantinopel erholte sich nie von den Auswirkungen des Vierten Kreuzzugs. Obwohl das Oströmische Reich noch bis 1453 bestand, wurde das Hippodrom nicht weiter benutzt, sondern verfiel. Die Osmanen, die Konstantinopel 1453 eroberten und es zur Hauptstadt ihres Reiches machten, zeigten kein Interesse an Pferderennen; infolgedessen geriet das Hippodrom langsam in Vergessenheit. Allerdings wurde es nie in bedeutendem Maße überbaut, sein Platz aber immer wieder für Feierlichkeiten benutzt, die zum Teil bildlich dokumentiert sind. Heute stehen noch Reste der Sphendone, des im Süden gelegenen Halbrundes in Gestalt der ihrer steinernen Außenverkleidung beraubten Innenkonstruktion aus Ziegelmauerwerk.

## Monumente im Hippodrom
Um seine neue Residenzstadt in ein entsprechendes Licht zu setzen, brachte Konstantin aus allen Teilen des Reiches, vor allem aber aus dem Osten, Kunstwerke nach Konstantinopel. Darunter befand sich der Rest des Opferaltars von Plataiai, der zur Feier des Sieges der Griechen über die Perser in der Schlacht von Plataiai im Jahre 479 v. Chr. angefertigt worden war. Das Kunstwerk wurde aus dem Tempel des Apollon in Delphi entfernt und in der Mitte des Hippodroms wieder aufgestellt. Der größte Teil wurde während des vierten Kreuzzugs zerstört, einzig verbliebener Rest ist ein Teil der Basis, eine Säule in geschlungener Form, die Schlangensäule.
Ein weiterer Kaiser, der das Hippodrom mit Kunstschätzen ausstattete, war Theodosius I. (379–395). Er ließ einen Obelisken aus Ägypten nach Konstantinopel bringen und im Jahre 390 in der Mitte der Rennbahn aufrichten. Der Obelisk des Theodosius aus rosafarbenem Granit stand ursprünglich im Tempel von Karnak in Luxor und wurde während der Regierungszeit Thutmosis III. um 1490 v. Chr. errichtet. Der Obelisk ist heute nur noch 19,59 Meter hoch. Noch vor dem Aufrichten zerbrach er nämlich, was eine Planänderung erforderte. Ursprünglich war er mehr als 32 Meter hoch, so groß wie der Lateranische Obelisk, der heute in Rom vor der Lateransbasilika steht. Der Obelisk steht auf einem marmornen Sockel, der nach dem Zerbrechen neu angefertigt und auf den ursprünglichen Sockel gestellt wurde. Das Denkmal befindet sich auch nach 3500 Jahren noch in einem erstaunlich guten Zustand.
Der untere Marmorsockel trägt die Bauinschrift des Stadtpräfekten Proc(u)lus in einer kürzeren griechischen und einer längeren lateinischen Version: Während der erstgenannte Text von einer Zeit von 32 Tagen für die Aufrichtung spricht, fügt der zweite noch die Niederwerfung eines Gegenkaisers als Grund für die Aufstellung des Obelisken als Siegesmal hinzu; damit ist der Sieg über Magnus Maximus in Italien im Jahre 388 gemeint. Die vier Reliefs der oberen Basis zeigen Geschehnisse am Kaiserhof, die zum Ruhme des Theodosius und seiner Familie dienen: Der Kaiser und seine Söhne Arcadius und Honorius verfolgen mit Würdenträgern, Soldaten ihrer Leibgarde und Dienern die Veranstaltungen, wobei die Hauptpersonen in der kaiserlichen Tribüne sitzen. Am propagandistisch wichtigsten ist das nordwestliche Relief, das die Darbringung von Geschenken durch zwei Delegationen auswärtiger Völker darstellt, der Perser links und Germanen rechts, wohl der Westgoten; hier sitzt in der Kaiserloge auch die Gattin des Theodosius, Galla. Auf der nordöstlichen Seite des unteren Sockels wurde die Szene von der Aufstellung des Obelisken eingemeißelt. Besonders interessant sind die Abbildungen von technischen Objekten wie Winden, Seilen und einer Art „Rutschbahn“, auf der der Obelisk zum Ort der Aufstellung bewegt wurde. Der Obelisk wurde aufgerichtet, indem man ihn am schlanken Ende anhob und um Stützkörper unter seiner Basis drehte. Das gegenüberstehende Relief zeigt dagegen ein Pferderennen.
Der Rest der bronzenen Schlangensäule ist ebenfalls vor Ort erhalten. Diese Säule war ursprünglich von 31 griechischen Städten zur Erinnerung an die Schlacht von Plataiai direkt vor dem Apollotempel von Delphi aufgestellt worden: Es handelt sich um eine Säule aus drei ineinander verschlungenen Schlangen, deren Köpfe einst einen Dreifuß trugen, ein Symbol des Kultes des Apollo. Konstantin I. ließ das Denkmal vermutlich 330 nach Konstantinopel bringen. Der Dreifuß mit seiner goldenen Schale wurde während des Vierten Kreuzzuges geraubt und ist seitdem verschollen. Die Köpfe der Schlangen wurden abgeschlagen oder sind abgefallen, doch einer von ihnen wurde Mitte des 19. Jahrhunderts an der Stelle des Janitscharen-Zeughauses gefunden. Er ist im Archäologischen Museum Istanbuls ausgestellt.
Bevor der ägyptische Obelisk Konstantinopel erreichte, stand dort schon der aus Steinen aufgemauerte Obelisk. Dieser war ursprünglich mit goldenen Platten verkleidet, die während des Vierten Kreuzzugs ebenfalls gestohlen wurden. Der Steinkern steht als südlichstes Monument auf dem Platz des Hippodroms.
Deutsche Reisende beschrieben den Platz im 16. Jahrhundert:

„Weytter ist zw Constantinapol ein grosser platz nicht weit von Agia Sophia, hot vor auff krichisch gehaissen Ippodromi vnd jetz auff turkisch Athmedan. […] Alda ist noch ein hocher viereketter pfeiler […]. Was fwr schene staine auswendig gewesen, die seind alle abgerissen wordn, werdn irncz von metall gossen sein gewesen, scheindt was gewaldigs vnd schens sein gewesen. […] Alda ist auch ein hocher vier eketter obeliscus ader stain von ainem stukhe, […] an dem auff all vier seytten bis gar hinauff figuren vnd zaichen ausgehawen, vnder andern ein ewle, vnd auch adler. […] Obgemeltter stain ist auff ein andern braittern fus geseczt […]. Mer ist auf obstandem platz Athmedan ein hoche, gossene, kuppfrene sewle auffgericht, digkher als ein klaffter. Ist drifach gewunden wie 3 schlangen vnd oben heruber gehen drey nattern kopff mit auffgespertten mewlern; ist nichts darbey geschriben.“

„Auf gemeldtem Rennplatz aber stehn etlich alte Monumenta, als erstlich ein alte hohe Säul von Maursteinen aufgeführt, die ist von Alter ziemlich zerfallen. Demnach ein Obeliscus oder Pyramis, das ist eine hohe zugespitzte Säul, die sich zuhöchst in ein Dachform gibt, aus schönem Marmor, über die 40 Ellenbogen hoch, von einem eingigen Stück, auf vier Würfel von Erz stehend. Darein sein gehauen eines halben Zolls tief Literae Hieroglyphicae. […] Ferner steht auf gedachtem Platz eine irdine Säul, anderthalb Mann hoch und drei Spannen dick, gewunden dryfach, oben mit drei Schlangköpfen, nicht weit von gemeldtem Pyramide. Von dieser Schlangensäul ist die Sag, daß umb derselben willen kein Schlang in die Stadt kommen könnt. Als aber Mahomet [i.e. Sultan Mehmet der Eroberer] die Stadt Constantinopel eingenommen und dieselbe besichtigt, hab er diese gegoßne Schlange antroffen und mit seinem Busigan [i.e. bozdoğan, eiserner Streitkolben] den unteren Teil des Kopfes weggeschlagen.“

## Das Hippodrom heute
Der heutige Sultan-Ahmed-Platz liegt etwa zwei Meter höher als die höchste Erhebung der Spina der einstigen Rennbahn. Die zuvor beschriebenen verbliebenen Monumente ragen aus Vertiefungen in der einbetonierten, entfernt parkähnlichen Anlage hervor.
Am nördlichen Ende des Platzes befindet sich der Deutsche Brunnen (Alman Çeşmesi) oder Kaiser-Wilhelm-Brunnen, ein achteckiger, überdachter Brunnen im Stil einer mit Elementen der Ausstattung der Hagia Sophia vermischten Neurenaissance. Er wurde im Auftrag der deutschen Regierung zum Andenken an den zweiten Besuch Kaiser Wilhelms II. in Konstantinopel im Jahre 1898 aus in Deutschland gefertigten Teilen errichtet, die per Schiff dorthin gebracht worden waren; am 27. Januar 1901, dem Geburtstag des Kaisers, wurde er eingeweiht.
Das Hippodrom war nie Objekt systematischer archäologischer Ausgrabungen, doch fanden einige sporadische im 20. Jahrhundert unter britischer und deutscher Leitung statt. Ein Teil der Südkurve wurde in den 1980er Jahren freigelegt, als darüber erbaute Häuser abgerissen wurden.
1993 wurden bei Bauarbeiten für eine Toilettenanlage nahe der Sultan-Ahmed-Moschee einige Sitzreihen und Säulen entdeckt: Sie sind heute im Garten derselben Moschee zu sehen. 

## Terroranschlag im Januar 2016
Am 12. Januar 2016 kamen bei einem Terroranschlag auf dem Sultan-Ahmed-Platz mindestens zehn Personen ums Leben, darunter mehrheitlich Deutsche.